# Nepalese streepvleugel
De Nepalese streepvleugel (Actinodura nipalensis) is een zangvogel uit de familie Leiothrichidae.

## Verspreiding en leefgebied
Deze soort komt voor in de Himalaya van Nepal tot Bhutan.

## Status
De grootte van de populatie is niet gekwantificeerd maar de soort wordt omschreven als wijdverspreid en vrij algemeen. Op de Rode lijst van de IUCN heeft deze soort de status niet bedreigd.